# Liste der Bildungsminister von Mecklenburg-Vorpommern
Liste der Bildungsminister von Mecklenburg-Vorpommern.

## Bildungsminister Mecklenburg-Vorpommern (seit 1945)
| Name                                                          | Amtsantritt                                   | Kabinett                   | Partei                    |
| Minister für Volksbildung                                     | Minister für Volksbildung                     | Minister für Volksbildung  | Minister für Volksbildung |
| ------------------------------------------------------------- | --------------------------------------------- | -------------------------- | ------------------------- |
| Gottfried Grünberg                                            | 4. Juli 1945 10. Dezember 1946                | Höcker I Höcker II         | KPD/SED                   |
| Hans-Joachim Laabs                                            | 18. November 1950 20. Juli 1951 28. Juli 1951 | Höcker III Bürger Quandt   | SED                       |
| Von 1952 bis 1990 existierte kein Land Mecklenburg-Vorpommern |                                               |                            |                           |
| Minister für Kultus                                           |                                               |                            |                           |
| Oswald Wutzke                                                 | 28. Oktober 1990 19. März 1992                | Gomolka Seite I            | CDU                       |
| Steffie Schnoor                                               | 31. März 1992                                 | Seite I                    | CDU                       |
| Regine Marquardt                                              | 8. Dezember 1994                              | Seite II                   | parteilos                 |
| Minister für Bildung, Wissenschaft und Kultur                 |                                               |                            |                           |
| Peter Kauffold                                                | 3. November 1998                              | Ringstorff I               | SPD                       |
| Hans-Robert Metelmann                                         | 6. November 2002                              | Ringstorff II              | parteilos                 |
| Henry Tesch                                                   | 7. November 2006 6. Oktober 2008              | Ringstorff III Sellering I | CDU                       |
| Mathias Brodkorb                                              | 25. Oktober 2011                              | Sellering II               | SPD                       |
| Birgit Hesse                                                  | 1. November 2016 4. Juli 2017                 | Sellering III Schwesig I   | SPD                       |
| Bettina Martin                                                | 22. Mai 2019                                  | Schwesig I                 | SPD                       |
| Minister für Bildung und Kindertagesstätten                   |                                               |                            |                           |
| Simone Oldenburg                                              | 15. November 2021                             | Schwesig II                | Die Linke                 |